# Seiva bruta
Seiva bruta é a solução aquosa de sais minerais que, nas plantas vasculares, é absorvida pelos pêlos radiculares e é encaminhada até a endoderme por duas principais vias: a via extracelular (apoplastástica) e a via intracelular (simplástica). Ao chegar na endoderme a água encontra as Estrias de Caspari, que forçam a água a passar pela via intracerlular, onde sofre seleção através da membrana plasmática (evitando que passem microorganismos e substâncias indesejadas), a partir daí se forma a seiva bruta que é transportada pelos vasos do xilema desde a raiz até as partes fotossintetizantes da planta. 
Existem duas teorias para explicar este transporte que aparentemente é feito contra a lei da gravidade:
- Teoria da pressão radicular (pressão positiva da raiz), segundo a qual o líquido entra nos vasos do xilema por transporte ativo das células adjacentes, acumulando-se íons nessas células que aumentam a osmolaridade da água daquele vaso, aumentando sua capacidade de absorver água e assim puxando a água e empurrando ela pelo vaso.
- Teoria da tensão-coesão, a água dentro dos vasos do xilema se comporta como em um capilar, aderindo a parede dos vasos, porém a capilaridade só é capaz de levar a água até uma altura, assim entra a coesão (um fenômeno das moléculas de água), que permitem que as moléculas de água formem um contínuum dentro dos vasos do xilema, formando um cordão que é puxado pela força da evaporação nas regiões de fotossíntese. Devido a pressão negativa que existe dentro dos vasos, pode ocorrer a formação de embolismos, que são nada mais que bolhas que se formam dentro dos vasos do xilema, interrompendo a condução de água. Esse embolismo ainda pode ser corrigido por um fenômeno chamado de "refilling".